# Radio Suisse Romande
La Radio Suisse Romande (RSR) va ser una empresa pública responsable de la producció i transmissió de programes de ràdio en francès per a la Romandia. La seu era situada a Lausana. Radio Suisse Romande i la Télévision suisse romande es van fusionar en 2010 per a crear Radio Télévision Suisse, que al seu torn depenen de l'empresa de radiodifusió pública nacional SRG SSR. L'últim va canviar en la identitat visual de la ràdio va ocórrer en 2012.
Forma part de les Ràdios públiques francòfones.

## Seu
Radio Télévision Suisse té previst traslladar la seva seu de radi en Lausana a un nou edifici al campus de la Universitat de Lausana en 2019-2020.

## Senyals
- La Première: Programació generalista. És hereva de la primera ràdio suïssa, que va començar a emetre al setembre de 1922.
- Espace 2: Emissora cultural. Va entrar a l'aire en 1956.
- Couleur 3: Ràdio musical juvenil. Va entrar a l'aire en 1982.
- Option Musique: Ràdio musical especialitzada en artistes francòfons i suïssos. Va entrar a l'aire en 1994.

Aquests canals s'emeten en FM, així com a través de la transmissió digital d'àudio en satèl·lit (DVB-S). Fins al 5 de desembre de 2010, Option Musique també estava disponible en AM en 765 kHz.